# Велика Британія на літніх Олімпійських іграх 1908
На літніх Олімпійських іграх 1908 року Сполучене королівство Великої Британії та Ірландії, як країна-господиня, була представлена  735 спортсменами (696 чоловіків та 39 жінок). Вони завоювали 56 золотих, 51 срібну і 39 бронзових медалей, що вивело збірну на 1-е місце у неофіційному командному заліку.

## Медалісти
| Медаль | Спортсмен | Вид спорту            | Дисципліна                                                     |
| ------ | --- | --------------------- | -------------------------------------------------------------- |
| Золото | Вільям Дод | Стрільба з лука       | Чоловіки, подвійний йоркський коло                             |
| Золото | Куїні Ньюолл | Стрільба з лука       | Жінки, подвійний національний коло                             |
| Золото | Віндхем Голсуелл | Легка атлетика        | Чоловіки, 400 м                                                |
| Золото | Еміль Войт | Легка атлетика        | Чоловіки, 5 миль                                               |
| Золото | Артур Расселл | Легка атлетика        | Чоловіки, 3200 м з перешкодами                                 |
| Золото | Вільям Коулз Джозеф Дикін Артур Робертсон | Легка атлетика        | Чоловіки, 3 милі серед команд                                  |
| Золото | Джордж Лернер | Легка атлетика        | Чоловіки, ходьба на 3500 м                                     |
| Золото | Джордж Лернер | Легка атлетика        | Чоловіки, 10 миль                                              |
| Золото | Тімоті Ехерн | Легка атлетика        | Чоловіки, потрійний стрибок                                    |
| Золото | Альберт Генрі Томас | Бокс                  | Чоловіки, до 52,6 кг                                           |
| Золото | Річард Ганн | Бокс                  | Чоловіки, до 57,2 кг                                           |
| Золото | Фредерік Грейс | Бокс                  | Чоловіки, до 63,5 кг                                           |
| Золото | Джонні Дуглас | Бокс                  | Чоловіки, до 71,7 кг                                           |
| Золото | Альберт Олдман | Бокс                  | Чоловіки, понад 71,7 кг                                        |
| Золото | Віктор Джонсон | Велоспорт             | Чоловіки, 660 ярдів                                            |
| Золото | Бенджамін Джонс | Велоспорт             | Чоловіки, 5000 м                                               |
| Золото | Кларенс Кінгсбері | Велоспорт             | Чоловіки, 20 км                                                |
| Золото | Чарльз Бартлетт | Велоспорт             | Чоловіки, 100 км                                               |
| Золото | Бенджамін Джонс Кларенс Кінгсбері Леонард Мередіт Ернст Пейн | Велоспорт             | Чоловіки, командна гонка переслідування                        |
| Золото | Медж Саєрс | Фігурне катання       | Жінки, одиночне катання                                        |
| Золото | Олімпійська збірна Сполученого королівства Горацій Бейлі, Джордж Барлов, Альберт Белл, Артур Беррі, Рональд Бребнер, Фредерік Чепмен, Волтер Корбет, В. Кребтрі, Волтер Дейфферн, Гарольд Гардман, Роберт Говкес, Кеннет Гант, Томас Портер, Клайд Пернелл, Альберт Скотерн, Герберт Сміт, Гарольд Степлі, Вів'єн Вудворд | Футбол                | Чоловіки                                                       |
| Золото | Національна збірна Англії Льюїс Бейллон, Гаррі Фрімен, Ерік Ґрін, Джеральд Лоґан, Алан Нобл , Едґар Пейдж, Ріджі Прайдмор, Персі Рис, Джон Іят Робінсон, Стенлі Шовеллер, Гарві Вуд | Хокей на траві        | Чоловіки                                                       |
| Золото | Чарльз Міллер Джордж Міллер Петтсон Нікаллс Герберт Вілсон | Поло                  | Чоловіки                                                       |
| Золото | Еван Ноел | Рекетс                | Чоловіки, одиночний розряд                                     |
| Золото | Вейн Пеннелл Джон Джейкоб Астор V | Рекетс                | Чоловіки, парний розряд                                        |
| Золото | Гаррі Блекстафф | Академічне веслування | Чоловіки, одинаки                                              |
| Золото | Гордон Томсон Джон Феннінг | Академічна веслування | Чоловіки, двійки                                               |
| Золото | Джеймс Гіллен Кольєр Кадмор Дункан Маккіннон Джон Сомерс-Сміт | Академічне веслування | Чоловіки, четвірки                                             |
| Золото | Генрі Бакнелл Альберт Гладстон Чарльз Бернелл Банер Джонстон Фредерік Келлі Гай Нікаллс Рональд Сандерсон Реймонд Етерінгтон-Сміт Гілхріст Маклеген | Академічне веслування | Чоловіки, вісімки                                              |
| Золото | Чарльз Крічтон Гілберт Лоз Томас Мак-Мікін | Вітрильний спорт      | «6 метрів»                                                     |
| Золото | Норман Бінглі Річард Діксон Френсіс Ріветт-Кернек Чарльз Ріветт-Кернек | Вітрильний спорт      | «7 метрів»                                                     |
| Золото | Артур Вуд Блер Кокрейн Чарльз Кемпбелл Джон Роудз Генрі Саттон | Вітрильний спорт      | «8 метрів»                                                     |
| Золото | Джеймс Бантен Джон Б'юкенен Томас Глен-Коутс Девід Данлоп Артур Даунз Джон Даунз Джон Макензі Альберт Мартін Джеральд Тейт Джон Еспін | Вітрильний спорт      | «12 метрів»                                                    |
| Золото | Джошуа Міллнер | Стрільба              | чоловіки, гвинтівка, 100 ярдів                                 |
| Золото | Артур Карнелл | Стрільба              | Чоловіки, малокаліберна гвинтівка лежачи, 50 і 100 ярдів       |
| Золото | Моріс Меттьюс Гарольд Гамбі Вільям Пімм Едвард Емур | Стрільба              | Чоловіки, малокаліберна гвинтівка серед команд, 50 і 100 ярдів |
| Золото | Вільям Стайлс | Стрільба              | Чоловіки, малокаліберна гвинтівка, зникаюча мішень, 25 ярдів   |
| Золото | Джон Флемінг | Стрільба              | Чоловіки, малокаліберна гвинтівка, рухома мішень, 25 ярдів     |
| Золото | Пітер Іст Александр Мондер Френк Мур Чарльз Палмер Джеймс Пайк Джон Постанс | Стрільба              | Чоловіки, треп серед команд                                    |
| Золото | Генрі Тейлор | Плавання              | Чоловіки, 400 м вільним стилем                                 |
| Золото | Генрі Тейлор | Плавання              | Чоловіки, 1500 м вільним стилем                                |
| Золото | Фредерік Голман | Плавання              | Чоловіки, 200 м брасом                                         |
| Золото | Джон Дербішир Пол Радміловіч Генрі Тейлор Вільям Фостер | Плавання              | Чоловіки, естафета 4 × 200 м вільним стилем                    |
| Золото | Джозі Річі | Теніс                 | Чоловіки, одиночний розряд                                     |
| Золото | Реджинальд Дохерті Джордж Гільярд | Теніс                 | Чоловіки, парний розряд                                        |
| Золото | Артур Гор | Теніс                 | Чоловіки, одиночний розряд у приміщенні                        |
| Золото | Артур Гор Герберт Беррет | Теніс                 | Чоловіки, парний розряд у приміщенні                           |
| Золото | Дороті Дугласс | Теніс                 | Жінки, одиночний розряд                                        |
| Золото | Гвендолайн Істлейк-Сміт | Теніс                 | Жінки, одиночний розряд у приміщенні                           |
| Золото | Альберт Айртон Едвард Барретт Фредерік Гудфеллоу Джон Дьюк Фредерік Меррімен Едвін Міллс Фредерік Гемфріс Вільям Гайронс Джон Шеферд | Перетягування канату  | Чоловіки                                                       |
| Золото | Бернард Редвуд Томас Торнікрофт Джон Філд-Річардс | Водно-моторний спорт  | Клас до 60 футів                                               |
| Золото | Бернард Редвуд Томас Торнікрофт Джон Філд-Річардс | Водно-моторний спорт  | Клас 6,5-8 м                                                   |
| Золото | Джордж Корнет Джордж Невінсон Пол Радміловіч Чарльз Сміт Томас Тулд Джордж Вілкінсон Чарльз Форсайт | Водне поло            | Чоловіки                                                       |
| Золото | Джордж де Релуїсков | боротьба              | Чоловіки, вільна боротьба, до 66,6 кг                          |
| Золото | Стенлі Бейкон | Боротьба              | Чоловіки, вільна боротьба, до 73 кг                            |
| Золото | Джордж О'Келлі | боротьба              | Чоловіки, вільна боротьба, понад 73 кг                         |

| Медаль | Спортсмен | Вид спорту            | Дисципліна                                                   |
| ------ | --- | --------------------- | ------------------------------------------------------------ |
| Срібло | Реджинальд Брукс-Кінг | Стрільба з лука       | Чоловіки, подвійний йоркський коло                           |
| Срібло | Лотті Дод | Стрільба з лука       | Жінки, подвійний національний коло                           |
| Срібло | Гарольд Вілсон | Легка атлетика        | Чоловіки, 1500 м                                             |
| Срібло | Едвард Овен | Легка атлетика        | Чоловіки, 5 миль                                             |
| Срібло | Чарльз Геферон | Легка атлетика        | Чоловіки, марафон                                            |
| Срібло | Артур Робертсон | Легка атлетика        | Чоловіки, 3200 м з перешкодами                               |
| Срібло | Ернст Вебб | Легка атлетика        | Чоловіки, ходьба на 3500 м                                   |
| Срібло | Ернст Вебб | Легка атлетика        | Чоловіки, ходьба 10 миль                                     |
| Срібло | Корнеліус Лехі | Легка атлетика        | Чоловіки, стрибки у висоту                                   |
| Срібло | Деніс Горган | Легка атлетика        | Чоловіки, штовхання ядра                                     |
| Срібло | Джон Кондон | Бокс                  | Чоловіки, до 52,6 кг                                         |
| Срібло | Чарльз Морріс | Бокс                  | Чоловіки, до 57,2 кг                                         |
| Срібло | Фредерік Спіллер | Бокс                  | Чоловіки, до 63,5 кг                                         |
| Срібло | Сідні Еванс | Бокс                  | Чоловіки, понад 71,7 кг                                      |
| Срібло | Бенджамін Джонс | Велоспорт             | Чоловіки, 20 км                                              |
| Срібло | Чарльз Денні | Велоспорт             | Чоловіки, 100 км                                             |
| Срібло | Горацій Джонсон Фредерік Гемлін | Велоспорт             | Чоловіки, тандем                                             |
| Срібло | Едгар Амфлетт Чарльз Ліф Деніелл Сесіл Гейґ Мартін Гольт Роберт Монтгомері Едгар Селігман | Фехтування            | Чоловіки, шпага, командна першість                           |
| Срібло | Артур Каммінг | Фігурне катання       | Чоловіки, спеціальні фігури                                  |
| Срібло | Філліс Джонсон Джеймс Генрі Джонсон | Фігурне катання       | Парне катання                                                |
| Срібло | Волтер Тайсел | Спортивна гімнастика  | Чоловіки, особиста першість                                  |
| Срібло | Національна збірна Ірландії Едвард Аллман-Сміт, Роберт Кеннеді, Генрі Браун, Генрі Мерфі, Волтер Кемпбелл, Волтер Петрсон, Вілльям Ґрегем, Чарльс Повер, Річард Ґреґґ, Френк Робінсон, Едвард Голмс | Хокей на траві        | Чоловіки                                                     |
| Срібло | Юстас Майлс | Же-де-пом             | Чоловіки, одиночний розряд                                   |
| Срібло | Національна збірна Великої Британії Ґустав Александер, С. Н. Геєс, Д. Д. Мейсон, Д. А. Александер, Ф. С. Джонсін, Джонсон Паркер-Сміт, Л. Блокі, Вілфрід Джонсон, Губерт Ремзі, Джордж Бакленд, Едвард Джонс, Чарльз Скотт, Ерік Даттон, Реджинальд Мартін, Г. Шорокс, В. Ґ. Ґайлбі, Джеральд Мейсон, Норман Вітлі | Лакросс               | Чоловіки                                                     |
| Срібло | Волтер Бакместер Фредерік Фрік Волтер Джонс Джон Водхаус | Поло                  | Чоловіки                                                     |
| Срібло | Джон Ллойд Джон Маккен Персі О'Рейлі Остонов Роузерам | Поло                  | Чоловіки                                                     |
| Срібло | Генрі Ліф | Рекетс                | Чоловіки, одиночний розряд                                   |
| Срібло | Едмунд Б'юрі Сесіл Браунінг | Рекетс                | Чоловіки, парний розряд                                      |
| Срібло | Александр Маккаллох | Академічне веслування | Чоловіки, одинаки                                            |
| Срібло | Філіп Вердон Джордж Ферберн | Академічне веслування | Чоловіки, двійки                                             |
| Срібло | Гарольд Баркер Гордон Томсон Філіп Філлол Джон Феннінг | Академічне веслування | Чоловіки, четвірки                                           |
| Срібло | А. Лоурі А. Вілкокс Артур Вілсон Бертрам Соломон Джон Соломон К. Маршалл Є. Джонс Едвард Джекетт Річард Джекетт Джон Треваскіс Джеймс Джоус Джеймс Дейві Л. Дін Ніколас Трегурта Томас Ведж | Регбі                 | Чоловіки                                                     |
| Срібло | Джеймс Бакстер Джон Адам Джон Джеліко Вільям Девідсон Джеймс Кеніон Сесіл Мак-Івер Чарльз Мак-Івер Чарльз Маклеод-Робертсон Джон Спенс Томас Літтлдейл | Вітрильний спорт      | Клас «12 метрів»                                             |
| Срібло | Гаркурт Оммундсен Флітвуд Варлі Артур Фалтон Філіп Річардсон Вільям Паджетт Джон Мартін | Стрільба              | Чоловіки, армійська гвинтівка серед команд                   |
| Срібло | Гарольд Гамбі | Стрільба              | Чоловіки, малокаліберна гвинтівка лежачи, 50 і 100 ярдів     |
| Срібло | Гарольд Гокінс | Стрільба              | Чоловіки, малокаліберна гвинтівка, зникаюча мішень, 25 ярдів |
| Срібло | Моріс Меттьюс | Стрільба              | Чоловіки, малокаліберна гвинтівка, рухлива мішень, 25 ярдів  |
| Срібло | Тед Ранкен | Стрільба              | чоловіки, рухлива мішень одиночними пострілами               |
| Срібло | Волтер Еллікотт Вільям Лейн-Джойнт Чарльз Нікс Тед Ранкен | Стрільба              | Чоловіки, рухлива мішень одиночними пострілами серед команд  |
| Срібло | Тед Ранкен | Стрільба              | Чоловіки, рухлива мішень подвійними пострілами               |
| Срібло | Томас Баттерсбі | Плавання              | Чоловіки, 1500 м вільним стилем                              |
| Срібло | Вільям Робінсон | Плавання              | Чоловіки, 200 м брасом                                       |
| Срібло | Джозі Річі Джеймс Сесіл Парк | Теніс                 | Чоловіки, парний розряд                                      |
| Срібло | Джордж Карід | Теніс                 | Чоловіки, одиночний розряд у приміщенні                      |
| Срібло | Джордж Карід Джордж Саймонд | Теніс                 | Чоловіки, парний розряд у приміщенні                         |
| Срібло | Дора Бутбу | Теніс                 | жінки, одиночний розряд                                      |
| Срібло | Еліс Грін | Теніс                 | жінки, одиночний розряд у приміщенні                         |
| Срібло | Томас Батлер Вільям Грегг Александр Кідд Джеймс Кларк Деніел Мак-Лоуї Джордж Сміт Томас Суїндлгерст Патрік Філбін Чарльз Фоден | Перетягування каната  | Чоловіки                                                     |
| Срібло | Вільям Прес | боротьба              | Чоловіки, вільна боротьба, до 54 кг                          |
| Срібло | Джеймс Слім | Боротьба              | Чоловіки, вільна боротьба, до 60,3 кг                        |
| Срібло | Вільям Вуд | Боротьба              | Чоловіки, вільна боротьба, до 66,6 кг                        |
| Срібло | Джордж де Релуїсков | Боротьба              | Чоловіки, вільна боротьба, до 73 кг                          |

| Медаль | Спортсмен | Вид спорту            | Дисципліна                                                   |
| ------ | --- | --------------------- | ------------------------------------------------------------ |
| Бронза | Беатріс Гілл-Лоу | Стрільба з лука       | Жінки, подвійний національний коло                           |
| Бронза | Норман Геллоус | Легка атлетика        | Чоловіки, 1500 м                                             |
| Бронза | Леонард Трімір | Легка атлетика        | Чоловіки, 400 м з бар'єрами                                  |
| Бронза | Едвард Спенсер | Легка атлетика        | Чоловіки, ходьба на 10 миль                                  |
| Бронза | Вільям Вебб | Бокс                  | Чоловіки, до 52,6 кг                                         |
| Бронза | Г'ю Роддін | Бокс                  | Чоловіки, до 57,2 кг                                         |
| Бронза | Гаррі Джонсон | Бокс                  | Чоловіки, до 63,5 кг                                         |
| Бронза | Вільям Філо | Бокс                  | Чоловіки, до 71,7 кг                                         |
| Бронза | Фредерік Паркс | Бокс                  | Чоловіки, понад 71,7 кг                                      |
| Бронза | Колін Брукс Волтер Айсекс | Велоспорт             | Чоловіки, тандем                                             |
| Бронза | жеффрі Гол-Сей | Фігурне катання       | Чоловіки, спеціальні фігури                                  |
| Бронза | Дороті Грінхоу-Сміт | Фігурне катання       | Жінки, одиночне катання                                      |
| Бронза | Медж Саєрс Едгар Саєрс | Фігурне катання       | Пари                                                         |
| Бронза | Національна збірна Шотландії Александер Берт, Іван Леїнг, Джон Берт, Г'ю Нельсон, Аластейр Денністон, Вілльям Орчардсон, Чарльз Фолкез, Норман Стівенсон, Г'ю Фрейзер, Г'ю Вокер, Джеймс Гарпер-Орр | Хокей на траві        | Чоловіки                                                     |
| Бронза | Національна збірна Вельсу Френк Коннах, Едвін Річардс, Льюеллін Еванс, Чарльз Шепард, Артур Лав, Бертран Тернбулл, Роберт Лин, Філіп Тернбулл, Вілфред Паллотт, Джеймс Вілльямс, Фредерік Філліпс   | Хокей на траві        | Чоловіки                                                     |
| Бронза | Невілл Бульвер-Літтон | Же-де-пом             | Чоловіки                                                     |
| Бронза | Джон Джейкоб Астор V | Рекетс                | Чоловіки, одиночний розряд                                   |
| Бронза | Генрі Бругхем | Рекетс                | чоловіки, одиночний розряд                                   |
| Бронза | Еван Ноел Генрі Ліф | Рекетс                | Чоловіки, парний розряд                                      |
| Бронза | Джон Берн Генрі Голдсміт Френк Джервуд Освальд Карвер Гарольд Кічінг Ерік Пауелл Дуглас Стюарт Едвард Вільямс Річард Бойль                                                                          | Академічне веслування | Чоловіки, вісімки                                            |
| Бронза | Джордж Ретсі Вільям Ворд Філіп Ганлоук Альфред Г'юз Фредерік Г'юз | Парусний спорт        | Клас «8 метрів»                                              |
| Бронза | Моріс Блад | Стрільба              | Чоловіки, гвинтівка, 1000 ярдів                              |
| Бронза | Джордж Барнс | Стрільба              | Чоловіки, малокаліберна гвинтівка лежачи, 50 і 100 ярдів     |
| Бронза | Едвард Емур | Стрільба              | Чоловіки, малокаліберна гвинтівка, зникаюча мішень, 25 ярдів |
| Бронза | Вільям Марсден | Стрільба              | Чоловіки, малокаліберна гвинтівка, рухлива мішень, 25 ярдів  |
| Бронза | Джесс Воллінгфорд Джеффрі Коулз Генрі Лінч-Стонтон Волтер Еллікотт | Стрільба              | Чоловіки, пістолет серед команд, 50 ярдів                    |
| Бронза | Александр Мондер | Стрільба              | Чоловіки, треп                                               |
| Бронза | Джон Батт Гарольд Кризі Річард Гаттон Вільям Морріс Джеральд Скіннер Джордж Вайтекер | Стрільба              | Чоловіки, треп серед команд                                  |
| Бронза | Александр Роджерс | Стрільба              | Чоловіки, рухлива мішень одиночними пострілами               |
| Бронза | Вілберфорс Івс | Теніс                 | Чоловіки, одиночний розряд                                   |
| Бронза | Клемент Казале Чарльз Діксон | Теніс                 | Чоловіки, парний розряд                                      |
| Бронза | Джозі Річі | Теніс                 | Чоловіки, одиночний розряд у приміщенні                      |
| Бронза | Джоан Вінч | Теніс                 | Жінки, одиночний розряд                                      |
| Бронза | Джеймс Вуджет Джозеф Доулер Ернест Еббідж Александр Манро Вільям Слейд Волтер Теммес Т. Вільямс Томас Гоумвуд Волтер Чеффі                                                                          | Перетягування канату  | Чоловіки                                                     |
| Бронза | Вільям Маккі | Боротьба              | Чоловіки, вільна боротьба, до 60,3 кг                        |
| Бронза | Альберт Джінгелл | Боротьба              | Чоловіки, вільна боротьба, до 66,6 кг                        |
| Бронза | Фредерік Бек | Боротьба              | Чоловіки, вільна боротьба, до 73 кг                          |
| Бронза | Едвард Барретт | Боротьба              | Чоловіки, вільна боротьба, понад 73 кг                       |